# Elisabeth Hyde
Elisabeth Hyde (ur. 1953 w Concord) – amerykańska pisarka. 
W 1979 roku ukończyła prawo, a następnie praktykowała w amerykańskim Departamencie Sprawiedliwości. Była nauczycielką twórczego pisania w szkołach publicznych oraz w Naropa University. Mieszka wraz z mężem i trójką dzieci w Kolorado. Jest autorką czterech powieści: Her Native Colors (1986), Monoosook Valley (1989), Crazy as Chocolate (2002) oraz The Abortionist's Daughter (2006).